# Carlos Gómez (acteur)
 (mars 2019).
Si vous disposez d'ouvrages ou d'articles de référence ou si vous connaissez des sites web de qualité traitant du thème abordé ici, merci de compléter l'article en donnant les références utiles à sa vérifiabilité et en les liant à la section « Notes et références ».
Pour les articles homonymes, voir Carlos Gómez et Gómez.
Carlos Gómez est un acteur américain, né le 1er janvier 1962 à New York aux États-Unis.

## Biographie

### Carrière
Fils unique d’une famille d’immigrants cubains, il a tourné dans Mambo Kings et dans Échec et Mort face à Steven Seagal. Il a ensuite été dirigé par Antoine Fuqua dans Un tueur pour cible, par F. Gary Gray dans Négociateur, par Tony Scott dans Ennemi d'État, par Michael Dinner dans The Crew, par Ringo Lam dans In Hell et par Vadim Perelman dans House of Sand and Fog.
Sur le petit écran, il a fait de nombreuses apparitions dans des séries à succès telles que Urgences, Friends, Charmed ou 24 Heures Chrono. En 2010, il a joué le rôle du médecin légiste Carlos Sanchez, un des personnages principaux de la série The Glades aux côtés de Matt Passmore. Depuis, il a interprété Jose Menendez, un père de famille tyrannique et cruel dans la série Law & Order: True crime, série reprenant la célèbre affaire des parricide et matricide des époux Jose et Kitty Menendez.

## Filmographie

### Cinéma
- 1995 : Desperado de Robert Rodriguez : le bras droit
- 1997 : Asteroïde : Points d'impact de Bradford May : Adam Marquez
- 1997 : Coup de foudre et conséquences de Andy Tennant : Chuy
- 1997 : Le Pacificateur de Mimi Leder : Santiago
- 1998 : Négociateur : de F. Gary Gray : Eagle
- 1998 : Un tueur pour cible de Antoine Fuqua : Hunt
- 1999 : Ennemi d'État de Tony Scott : agent du FBI
- 2001 : Traffic de Steven Soderbergh
- 2003 : House of Sand and Fog de Vadim Perelman
- 2003 : In Hell de Ringo Lam : Tolik
- 2003 : Pauly Shore est mort de Pauly Shore : Carlos
- 2006 : Fool Me Once : Robert
- 2009 : The Perfect Game de William Dear : Umberto Macias
- 2010 : All About Steve de Phil Traill : le responsable chargé des secours
- 2019 : The Report de Scott Z. Burns : José A. Rodriguez

### Télévision
- 1995 : New York Undercover : Orlando Maldone (saison 2, épisodes 25 & 26)
- 1995 : Urgences : Raul Melendez (saison 2, épisodes 1-4 ; 11 ; 16)
- 1995 : Une femme en danger : Détective Mendossa
- 1996 : Friends : Julio (saison 3, épisode 12)
- 1997 : Docteur Quinn, femme médecin : Carlos (saison 6, épisode 17)
- 1998 : Viper : Enrique la Paz (saison 4, épisode 4)
- 1998 : New York Police Blues : Raul Montez (saison 6, épisode 11)
- 1999 : Charmed : Inspecteur Rodriguez (saison 1, épisodes 20-22)
- 1999 : The Sentinel : Arguillo (saison 4, épisode 1)
- 2000 : La Vie avant tout : (saison 1, épisode 15)
- 2001 : Amy : Mr Kriener (saison 3, épisode 13)
- 2001 : Preuve à l'appui : George Davis (saison 1, épisode 18)
- 2003 : À la Maison-Blanche) : Amiral McGill (saison 5, épisode 14)
- 2003 : 24 heures chrono : Luis Annicon (saison 3, épisodes 1-3)
- 2003 : NCIS : Enquêtes spéciales : Reyes (saison 1, épisode 6)
- 2004 : Lax : Agent Valdez (saison 4, épisode 8)
- 2004 : Les Experts : (saison 5, épisode 3)
- 2004 : Ma famille d'abord : (saison 5, épisode 20)
- 2005 : FBI : Portés disparus : Cruz (saison 4, épisode 6)
- 2005 : Joey : Le réalisateur (saison 2, épisodes 3 & 4)
- 2005 à 2006 : Sleeper Cell : Edgar Diaz (saison 1 et 2, 5 épisodes)
- 2006 : Boston Justice : Attorney Ernesto Herrera (saison 3, épisode 14)
- 2006 : Esprits criminels : Capitaine Navarro (saison 1, épisode 19)
- 2006 : Monk : Escobar (saison 4, épisode 16)
- 2006 : Vanished : Dét Alvarez (saison 1, épisode 1)
- 2007 : Shark : Le Maire Manuel Delgado (saison 2, épisodes 5 ; 8-9)
- 2009 : US Marshals : Protection de témoins (In plain sight) : Jesus Moreno / Jesus Morales (saison 2, épisode 11)
- 2010 à 2014: The Glades : Dr Carlos Sanchez (saisons 1 à 4)
- 2017 : Law & order true crime : Jose Menendez (saison 1)
- 2017 à 2018 : NCIS: Nouvelle-Orléans : Directeur adjoint du NCIS Dan Sanchez
- 2018 : Chicago Med : James Young (saison 4, épisode 9)
- 2024 : NCIS : Enquêtes spéciales : Amiral Carlos Mendoza (saison 22, épisode 2)